# Silvina Batakis
Silvina Aída Batakis (Río Grande, 27 de dezembro de 1968) é uma economista argentina, ex-ministra da Economia de seu país.
Foi nomeada pelo presidente Alberto Fernández para comandar o Ministério da Economia da Argentina em julho de 2022, após a renúncia abrupta do então titular, Martín Guzmán, em meio a uma crise econômica e política. Batakis renunciou após 24 dias no cargo para dar lugar a Sergio Massa e assumir a presidência do banco estatal Banco de la Nación Argentina. Ela foi a segunda mulher a comandar o Ministério da Economia do país, depois de Felisa Miceli.
Anteriormente à nomeação, Batakis já trabalhava no governo como secretária de províncias do Ministério do Interior. Ela desenvolveu sua carreira na administração pública. Seu cargo anterior mais relevante foi o de ministra da Economia na província de Buenos Aires entre 2011 e 2015, governada então pelo peronista Daniel Scioli.